# Língua tailandesa setentrional
Thai do Norte (em tailandês:  ภาษาไทยถิ่นเหนือ, ภาษาถิ่นพายัพ); Kam Mueang, กำเมือง - käm˧.mɯa̯ŋ˧ (escutarⓘ) ), (em tailandês:  คำเมือง) ou Lanna (em tailandês:  ภาษา ล้านนา) é a língua do povo do norte da Tailândia de Lanna, Tailândia. É uma língua Tai do Sudoeste que está intimamente relacionada com a língua laociana. Kam Mueang tem aproximadamente seis milhões de falantes, a maioria dos quais vive no nativa Norte da Tailândia, com uma comunidade menor de falantes de Lanna no noroeste de Laos.
Os falantes desta língua geralmente consideram o nome "Tai Yuan" pejorativo[carece de fontes?]. Eles se referem a si mesmos como Khon Mueang - t:คน|คน - wikt:เมือง|เมือง, xon˧.mɯa̯ŋ˧| – literalmente "povo de Mueang" que significa "moradores da cidade"), Lanna ou norte da Tailândia. O idioma também é às vezes chamado de Latn|Phayap (พายัพ -pʰāː.jáp}}), "(fala do Noroeste").
O termo Yuan ainda é usado às vezes para o distintivo alfabeto Tai Tham do norte da Tailândia, que está intimamente relacionado ao antigo alfabeto Tai Lue e aos alfabetos religiosos do Laos. O uso do Tua Mueang, como o alfabeto tradicional é conhecido, está agora amplamente limitado aos templos budistas, onde muitos manuscritos de sermões antigos ainda estão em uso ativo. Não há produção ativa de literatura no alfabeto tradicional e, quando usado na escrita, a escrita tailandês padrão é invariavelmente usado. A forma falada moderna é chamada Kam Mueang. Há um ressurgimento do interesse em escrevê-lo da maneira tradicional, mas a pronúncia moderna difere daquela prescrita nas regras de ortografia.

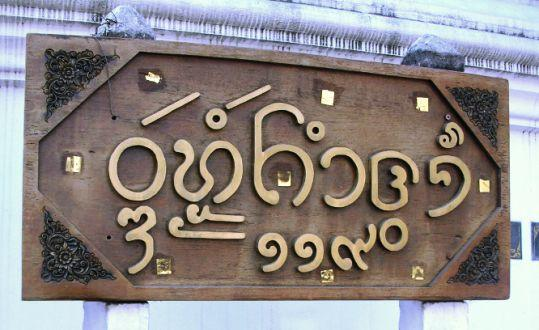
Placa de identificação de templo budista em Chiang Mai escrito com escrita Tai Tham Wat Mokhamtuang (com rua número 119 em tailandês)

## Classificação
O norte do tailandês é classificado como uma das línguas Chiang Saen—outros sendo  como hai Meridional e numerosas línguas menores, que juntamente com as línguas Tai Nordeste e Lao-Phutai, formam o ramo das línguas Tai do ramo das línguas tais. As línguas Tai são um ramo da família linguística Kra–Dai, que engloba um grande número de línguas indígenas faladas em um arco de Hainan e Guangxi ao sul através do Laos e norte do Vietnã até a fronteira cambojana.
De um ponto de vista puramente genealógico, a maioria dos linguistas considera que tailandês noerte está mais relacionado ao Tai central do que à língua laociana ou à língua Isan, mas o idioma foi fortemente influenciado pelo Laos e pela Tailândia Central ao longo da história. Todas as línguas Tai do Sudoeste formam um contínuo de dialetos coerente de variedades mais ou menos mutuamente inteligíveis, com poucas linhas divisórias nítidas. No entanto, o tailandês do norte tornou-se hoje mais próximo da língua tailandesa central, pois o tailandês padrão é a principal língua da educação e do governo e falada em toda a Tailândia.

|  | Língua Khamti |
|  |               |
|  | Língua Shan   |
|  |               |
|  | outros        |
|  |               |

|                  | Língua Tai Lue                                                                 |
|                  |                                                                                |
|                  | Língua Kam Mueang                                                              |
|                  |                                                                                |
| Língua Sukhothai | \| \| Língua tailandesa \| \| \| \| \| \| Língua tailandesa do sul \| \| \| \| |
|                  | \| \| Língua tailandesa \| \| \| \| \| \| Língua tailandesa do sul \| \| \| \| |
|                  | Língua tailandesa                                                              |
|                  |                                                                                |
|                  | Língua tailandesa do sul                                                       |
|                  |                                                                                |

|  | Língua tailandesa        |
|  |                          |
|  | Língua tailandesa do sul |
|  |                          |

|  | Linguagem Tai Yo         |
|  |                          |
|  | Língua Phu Thai          |
|  |                          |
|  | Língua lao (língua isan) |
|  |                          |

|  | Língua Khamti |
|  |               |
|  | Língua Shan   |
|  |               |
|  | outros        |
|  |               |

|                  | Língua Tai Lue                                                                 |
|                  |                                                                                |
|                  | Língua Kam Mueang                                                              |
|                  |                                                                                |
| Língua Sukhothai | \| \| Língua tailandesa \| \| \| \| \| \| Língua tailandesa do sul \| \| \| \| |
|                  | \| \| Língua tailandesa \| \| \| \| \| \| Língua tailandesa do sul \| \| \| \| |
|                  | Língua tailandesa                                                              |
|                  |                                                                                |
|                  | Língua tailandesa do sul                                                       |
|                  |                                                                                |

|  | Língua tailandesa        |
|  |                          |
|  | Língua tailandesa do sul |
|  |                          |

|  | Linguagem Tai Yo         |
|  |                          |
|  | Língua Phu Thai          |
|  |                          |
|  | Língua lao (língua isan) |
|  |                          |

|  | Língua Khamti |
|  |               |
|  | Língua Shan   |
|  |               |
|  | outros        |
|  |               |

|                  | Língua Tai Lue                                                                 |
|                  |                                                                                |
|                  | Língua Kam Mueang                                                              |
|                  |                                                                                |
| Língua Sukhothai | \| \| Língua tailandesa \| \| \| \| \| \| Língua tailandesa do sul \| \| \| \| |
|                  | \| \| Língua tailandesa \| \| \| \| \| \| Língua tailandesa do sul \| \| \| \| |
|                  | Língua tailandesa                                                              |
|                  |                                                                                |
|                  | Língua tailandesa do sul                                                       |
|                  |                                                                                |

|  | Língua tailandesa        |
|  |                          |
|  | Língua tailandesa do sul |
|  |                          |

|  | Linguagem Tai Yo         |
|  |                          |
|  | Língua Phu Thai          |
|  |                          |
|  | Língua lao (língua isan) |
|  |                          |

|  | Língua Khamti |
|  |               |
|  | Língua Shan   |
|  |               |
|  | outros        |
|  |               |

|                  | Língua Tai Lue                                                                 |
|                  |                                                                                |
|                  | Língua Kam Mueang                                                              |
|                  |                                                                                |
| Língua Sukhothai | \| \| Língua tailandesa \| \| \| \| \| \| Língua tailandesa do sul \| \| \| \| |
|                  | \| \| Língua tailandesa \| \| \| \| \| \| Língua tailandesa do sul \| \| \| \| |
|                  | Língua tailandesa                                                              |
|                  |                                                                                |
|                  | Língua tailandesa do sul                                                       |
|                  |                                                                                |

|  | Língua tailandesa        |
|  |                          |
|  | Língua tailandesa do sul |
|  |                          |

|  | Linguagem Tai Yo         |
|  |                          |
|  | Língua Phu Thai          |
|  |                          |
|  | Língua lao (língua isan) |
|  |                          |

|  | Língua Khamti |
|  |               |
|  | Língua Shan   |
|  |               |
|  | outros        |
|  |               |

|                  | Língua Tai Lue                                                                 |
|                  |                                                                                |
|                  | Língua Kam Mueang                                                              |
|                  |                                                                                |
| Língua Sukhothai | \| \| Língua tailandesa \| \| \| \| \| \| Língua tailandesa do sul \| \| \| \| |
|                  | \| \| Língua tailandesa \| \| \| \| \| \| Língua tailandesa do sul \| \| \| \| |
|                  | Língua tailandesa                                                              |
|                  |                                                                                |
|                  | Língua tailandesa do sul                                                       |
|                  |                                                                                |

|  | Língua tailandesa        |
|  |                          |
|  | Língua tailandesa do sul |
|  |                          |

|  | Linguagem Tai Yo         |
|  |                          |
|  | Língua Phu Thai          |
|  |                          |
|  | Língua lao (língua isan) |
|  |                          |

|  | Língua Khamti |
|  |               |
|  | Língua Shan   |
|  |               |
|  | outros        |
|  |               |

|                  | Língua Tai Lue                                                                 |
|                  |                                                                                |
|                  | Língua Kam Mueang                                                              |
|                  |                                                                                |
| Língua Sukhothai | \| \| Língua tailandesa \| \| \| \| \| \| Língua tailandesa do sul \| \| \| \| |
|                  | \| \| Língua tailandesa \| \| \| \| \| \| Língua tailandesa do sul \| \| \| \| |
|                  | Língua tailandesa                                                              |
|                  |                                                                                |
|                  | Língua tailandesa do sul                                                       |
|                  |                                                                                |

|  | Língua tailandesa        |
|  |                          |
|  | Língua tailandesa do sul |
|  |                          |

|  | Linguagem Tai Yo         |
|  |                          |
|  | Língua Phu Thai          |
|  |                          |
|  | Língua lao (língua isan) |
|  |                          |

|  | Língua Khamti |
|  |               |
|  | Língua Shan   |
|  |               |
|  | outros        |
|  |               |

|                  | Língua Tai Lue                                                                 |
|                  |                                                                                |
|                  | Língua Kam Mueang                                                              |
|                  |                                                                                |
| Língua Sukhothai | \| \| Língua tailandesa \| \| \| \| \| \| Língua tailandesa do sul \| \| \| \| |
|                  | \| \| Língua tailandesa \| \| \| \| \| \| Língua tailandesa do sul \| \| \| \| |
|                  | Língua tailandesa                                                              |
|                  |                                                                                |
|                  | Língua tailandesa do sul                                                       |
|                  |                                                                                |

|  | Língua tailandesa        |
|  |                          |
|  | Língua tailandesa do sul |
|  |                          |

|  | Linguagem Tai Yo         |
|  |                          |
|  | Língua Phu Thai          |
|  |                          |
|  | Língua lao (língua isan) |
|  |                          |

|  | Língua Khamti |
|  |               |
|  | Língua Shan   |
|  |               |
|  | outros        |
|  |               |

|                  | Língua Tai Lue                                                                 |
|                  |                                                                                |
|                  | Língua Kam Mueang                                                              |
|                  |                                                                                |
| Língua Sukhothai | \| \| Língua tailandesa \| \| \| \| \| \| Língua tailandesa do sul \| \| \| \| |
|                  | \| \| Língua tailandesa \| \| \| \| \| \| Língua tailandesa do sul \| \| \| \| |
|                  | Língua tailandesa                                                              |
|                  |                                                                                |
|                  | Língua tailandesa do sul                                                       |
|                  |                                                                                |

|  | Língua tailandesa        |
|  |                          |
|  | Língua tailandesa do sul |
|  |                          |

|  | Linguagem Tai Yo         |
|  |                          |
|  | Língua Phu Thai          |
|  |                          |
|  | Língua lao (língua isan) |
|  |                          |

## Nomes
A língua tailandesa norte tem vários nomes no próprio tailandês do norte, em tailandês e outras línguas tai.
- No norte da Tailândia, é comumente chamado kam mueang /kām.mɯ̄aŋ/, literalmente " língua da cidade"; cf. Língua Tai Padrão: คำเมือง /kʰām.mɯ̄aŋ/), ou phasa Lan Na , ภาษาล้านนา /pʰāː.sǎː.láːn.nāː/, literalmente "o idioma de Lan Na).
- Em Tai Central e em Tai Sul, o Tai Norte é conhecido como phasa thin phayap (ภาษาถิ่นพายัพ /pʰāː.sǎː.tʰìn. pʰāː.jáp/, literalmente "a língua da região noroeste"), ou phasa thai thin nuea (ภาษาไทยถิ่นเหนือ /pʰāː.sǎː.tʰāj.tʰìn.nɯ̌a/, literalmente "a língua tailandesa da região norte", ou coloquialmente é conhecida como phasa nuea (ภาษาเหนือ /pʰāː.sǎː.nɯ̌a/, literalmente "a língua do norte").
- Em Laociano, é conhecido como phasa nyuan ou phasa nyon ({ {lang|lo|ພາສາຍວນ}} ou ພາສາໂຍນ respectivamente, /pʰáː.sǎː.ɲúan/ ou /pʰáː.sǎː.ɲóːn/ respectivamente, literalmente "a língua Tai Yuan").
- Em Tai Lü, é conhecida como kam yon (ᦅᧄᦍᦷᧃ kâm.jôn, literalmente "a língua Tai Yuan" ).
- Em Sh é conhecido como kwam yon (ၵႂၢမ်းယူၼ်း} kwáːm.jón, literalmente "a língua Tai Yuan").

## Fonologia

### Consoantes

#### Cconsoantes iniciais
O inventário consonantal do Tai Norte é similar ao da língua laociana; ambas as línguas têm o som [ɲ] e têm [tɕʰ].
|           |           | Labial    | Alveolar | Palatal          | Velar | Glotal |
| --------- | --------- | --------- | -------- | ---------------- | ----- | ------ |
| Nasal     | Nasal     | [m]       | [n]      | [ɲ] 1. \|[ŋ]     |       |        |
| Plosiva   | Tenuis    | p         | t        | t͡ɕ 1. \|k 2. \|ʔ |       |        |
| Plosiva   | Aspirada  | pʰ        | tʰ       | (t͡ɕʰ -           | (kʰ   |        |
| Plosiva   | Semivogal | b         | d        |                  |       |        |
| Fricativa | Fricativa | f 1. \|s} |          |                  |       |        |
| Semivogal | Semivogal |           |          | j                | w     |        |

#### Grupos consonantais iniciais
Existem dois encontros consonantais relativamente comuns:
- /kw/
- /xw/

Existem também vários outros clusters menos frequentes registrados, embora aparentemente em processo de ser perdido:

- /ŋw/
- /tɕw/
- /sw/
- /tw/
- /tʰw/[3]
- /nw/
- /ɲw/
- /jw/
- /lw/
- /ʔw/

#### Consoantes finais
Todos os sons plosivos são não perceptíveis. Portanto, os sons finais /p/, /t/ e /k/ são pronunciados como [p̚], [t̚] e [k̚] respectivamente.{|class=wikitable style=text-align:center
!
!Labial
!Alveolar
!Palatal
!Velar
!Glotal
|-
!Nasal
||m}}
||n}}
|
1. |ŋ}}

|
|-
!Plosiva
||p}}
||t}}
|
1. |k
2. |ʔ Uma oclusiva glotal ocorre após uma vogal curta quando nenhuma consoante final é escrita no tailandês.}

|-
!Semivogal
|f|w}}
|
|f|j
|
|
|}

### Vogais
As vogais básicas da língua tailandesa do norte são semelhantes às do Tailandês padrão. Eles, da frente para trás e de perto para abrir, são dados na tabela a seguir. A entrada superior em cada célula é o símbolo do IPA, a segunda entrada dá a ortografia no alfabeto tailandês, onde um traço (–) indica a posição da letra inicial. consoante após a qual a vogal é pronunciada. Um segundo traço indica que uma consoante final deve seguir.
|                 | Anterior        | Anterior        | Posterior       | Posterior   | Posterior   | Posterior |
| não arredondada | não arredondada | não arredondada | não arredondada | arredondada | arredondada |           |
| curta           | longa           | curta           | longa           | curta       | longa       |           |
| --------------- | --------------- | --------------- | --------------- | ----------- | ----------- | --------- |
| Fechada         | /i/ -ิ           | /iː/ -ี          | /ɯ/ -ึ           | /ɯː/ -ื-     | /u/ -ุ       | /uː/ -ู    |
| Medial          | /e/ เ-ะ         | /eː/ เ-         | /ɤ/ เ-อะ        | /ɤː/ เ-อ    | /o/ โ-ะ     | /oː/ โ-   |
| Aberta          | /ɛ/ แ-ะ         | /ɛː/ แ-         | /a/ -ะ, -ั-      | /aː/ -า     | /ɔ/ เ-าะ    | /ɔː/ -อ   |

As vogais básicas podem ser combinadas em ditongos. Para fins de determinação do tom, aqueles marcados com um asterisco às vezes são classificados como longos:
| Longa       | Longa | Curta             | Curta |
| Escrita Tai | IPA   | Escrita Tai       | IPA   |
| ----------- | ----- | ----------------- | ----- |
| –าย         | /aːj/ | ไ–*, ใ–*, ไ–ย, -ัย | /aj/  |
| –าว         | /aːw/ | เ–า*              | /aw/  |
| เ–ีย         | /iːa/ | เ–ียะ              | /ia/  |
| –           | –     | –ิว                | /iw/  |
| –ัว          | /uːa/ | –ัวะ               | /ua/  |
| –ูย          | /uːj/ | –ุย                | /uj/  |
| เ–ว         | /eːw/ | เ–็ว               | /ew/  |
| แ–ว         | /ɛːw/ | –                 | –     |
| เ–ือ         | /ɯːa/ | เ–ือะ              | /ɯa/  |
| เ–ย         | /ɤːj/ | –                 | –     |
| –อย         | /ɔːj/ | –                 | –     |
| โ–ย         | /oːj/ | –                 | –     |

Além disso, existem três tritongos, todos longos:
| Escrita Tai | IPA   |
| ----------- | ----- |
| เ–ียว        | /iaw/ |
| –วย         | /uaj/ |
| เ–ือย        | /ɯaj/ |

### Alofones
A seção seguinte diz respeito principalmente ao dialeto Nan do norte da Tailândia.
| Fonema | Alofone | Contexto                     | Exemplo (escrita Tai Tham) | Exemplo (Escrita Tai) | IPA              | Significado                                        |
| ------ | ------- | ---------------------------- | -------------------------- | --------------------- | ---------------- | -------------------------------------------------- |
| /b/    | [b]     | início                       |                            | บ่า                    | /bàː/            | ombro                                              |
| /d/    | [d]     | início                       | ดอย                        | /dɔ̄ːj/                | montanha         |                                                    |
| /p/    | [p]     | início                       |                            | ป่า                    | /pàː/            | floresta                                           |
|        | [p̚]     | coda                         |                            | อาบ                   | /ʔàːp/           | banho                                              |
|        | [pm̩]    | coda, enfatizada             |                            | บ่หลับ                  | /bɔ̀ lǎp/         | não durma!                                         |
| /t/    | [t]     | início                       |                            | ตา                    | /tǎː/            | olho                                               |
|        | [t̚]     | coda                         |                            | เปิด                   | /pɤ̀ːt/           | abrir                                              |
|        | [tn̩]    | coda, enfatizada             |                            | บ่เผ็ด                  | /bɔ̀ pʰět/        | não é picante!                                     |
| /k/    | [k]     | início                       | กา                         | /kǎː/                 | corvo            |                                                    |
|        | [k̚]     | coda                         |                            | ปีก                    | /pìːk/           | asa                                                |
|        | [kŋ̩]    | coda, enfatizada             |                            | บ่สุก                   | /bɔ̀ sǔk/         | não está maduro!                                   |
| /x/    | [x]     | antes de vogais não frontais |                            | แขก                   | /xɛ̀ːk/           | convidado                                          |
|        | [ç]     | antes das vogais anteriores  |                            | ฅิง                    | /xīŋ/            | você (familiar)                                    |
| /s/    | [s]     | início                       |                            | ซาว                   | /sāːw/           | vinte                                              |
|        | [ɕ]     | sob ênfase                   |                            | สาทุ                   | /sǎː.túʔ/        | certamente                                         |
| /h/    | [h]     | não-intervocálico            |                            | ห้า                    | /ha᷇ː/            | cinco                                              |
|        | [ɦ]     | intervocálico                |                            | ใผมาหา                | /pʰǎj māː hǎː/   | quem vem encontrar (Quem está aqui para ver você?) |
| /nɯ̂ŋ/  | [m̩]     | após parada bilabial         |                            | ฅืบนึ่ง                  | /xɯ̂ːp nɯ̂ŋ/       | span one (mais um span)                            |
|        | [n̩]     | após parada alveolar         |                            | แถมขวดนึ่ง              | /tʰɛ̌ːm xùat nɯ̂ŋ/ | mais uma garrafa (mais uma garrafa)                |
|        | [ŋ̩]     | após a parada velar          |                            | แถมดอกนึ่ง              | /tʰɛ̌ːm dɔ̀ːk nɯ̂ŋ/ | mais uma flor (mais uma flor)                      |

### Tons
As vogais existem em pares longos-curtos estes são fonemas distintos formando palavras não relacionadas no Tai nortemas geralmente transliterado o mesmo: เขา (khao) significa "eles/eles", enquanto ขาว (khao) significa "branco".
Os pares longos-curtos são os seguintes:
| Longa     | Longa | Longa   | Longa     | Longa   | Longa                   | Curta | Curta | Curta   | Curta   | Curta   | Curta               |
| Tailandês | IPA   | Exemplo | Exemplo   | Exemplo | Exemplo                 | Thai  | IPA   | Exemplo | Exemplo | Exemplo | Exemplo             |
| --------- | ----- | ------- | --------- | ------- | ----------------------- | ----- | ----- | ------- | ------- | ------- | ------------------- |
| –า        | /aː/  |         | ฝาน       | /fǎːn/  | 'fatiar'                | –ะ    | /a/   |         | ฝัน      | /fǎn/   | 'sonhar'            |
| –ี         | /iː/  |         | ตี๋         | /tǐː/   | 'cortar'                | –ิ     | /i/   |         | ติ๋       | /tǐʔ/   | 'criticar'          |
| –ู         | /uː/  |         | สูด        | /sùːt/  | 'inalar'                | –ุ     | /u/   |         | สุ๋ด      | /sǔt/   | 'mais de trás'      |
| เ–        | /eː/  |         | เอน       | /ʔēːn/  | 'reclinar'              | เ–ะ   | /e/   |         | เอ็น     | /ʔēn/   | 'tendão, ligamento' |
| แ–        | /ɛː/  |         | แก่        | /kɛ̀ː/   | 'ser idoso'             | แ–ะ   | /ɛ/   |         | แก๋ะ     | /kɛˇʔ/  | 'ovelha'            |
| –ื-        | /ɯː/  |         | ฅืน (คืน)   | /xɯ̄ːn/  | 'retornar'              | –ึ     | /ɯ/   |         | ขึ้น      | /xɯ᷇n/   | 'subir'             |
| เ–อ       | /ɤː/  |         | เมิน       | /mɤː̄n/  | 'retardar; tempo longo' | เ–อะ  | /ɤ/   |         | เงิน     | /ŋɤ̄n/   | 'prata'             |
| โ–        | /oː/  |         | โจ๋ร (โจ๋น) | /t͡ɕǒːn/ | 'ladrão'                | โ–ะ   | /o/   |         | จ๋น      | /t͡ɕǒn/  | 'ser pobre'         |
| –อ        | /ɔː/  |         | ลอง       | /lɔ̄ːŋ/  | 'tentar'                | เ–าะ  | /ɔ/   |         | เซาะ    | /sɔ́ʔ/   | 'procurar'          |

As vogais básicas podem ser combinadas em ditongos. Para fins de determinação do tom, aqueles marcados com um asterisco às vezes são classificados como longos
Existem seis fonêmicos no dialeto de Chiang Mai Tai Norte: baixo ascendente, baixo descendente, alto nível com fechamento glotálico, nível médio, alto em queda, alto em ascensão. ou ascendente baixo, médio-baixo, alto descendente, médio-alto, descendente e alto ascendente-descendente
O objetivo desta tabela é ilustrar os detalhes fonéticos dos tons. Isso não ocorre em nenhum outro lugar e é do IPA Handbook.

#### Tons contrastantes em sílabas suaves
A tabela abaixo apresenta seis tons fonêmicos nos dialetos de Chiang Mai e da província Nan_em sílabas suaves, ou seja, sílabas fechadas terminando em sonorante como [m], [n], [ŋ] , [w], e [j] e sílabas abertas. As fontes não concordaram com a realização fonética dos seis tons no dialeto de Chiang Mai. A tabela apresenta informações baseadas em duas fontes, uma de Gedney (1999) and the other one from the Lanna dictionary (2007) which is a Northern Thai-Thai dictionary. Although published in 1999, Gedney's information about the Chiang Mai dialect is based on data he collected from one speaker in Chiang Mai in 1964 (p. 725). As tones may change within one's lifetime (e.g., Bangkok Thai tones have changed over the past 100 years), as informações sobre os seis tons de Gedney (1999) devem ser consideradas com cautela.
| Chiang Mai (o dicionário Lanna, 2007, p. ต)                         | Chiang Mai (o dicionário Lanna, 2007, p. ต) | Chiang Mai (Gedney, 1999, p. 725)              | Chiang Mai (Gedney, 1999, p. 725) | Tom tailandês padrão Equivalente a | Exemplo baseado nos tons de Chiang Mai descritos no Lanna Dictionary (2007) | Exemplo baseado nos tons de Chiang Mai descritos no Lanna Dictionary (2007) | Exemplo baseado nos tons de Chiang Mai descritos no Lanna Dictionary (2007) | Exemplo baseado nos tons de Chiang Mai descritos no Lanna Dictionary (2007) |                                          |
| Nome                                                                | Letras do Tom                               | Nome                                           | Letras de tom                     | Tom tailandês padrão Equivalente a | Letras de tom                                                               | IPA                                                                         | Alfabeto Tai Tham -Tai Nortescrita do Tai Norte                             | Escrita Tailandesa                                                          | Significado                              |
| ------------------------------------------------------------------- | ------------------------------------------- | ---------------------------------------------- | --------------------------------- | ---------------------------------- | --------------------------------------------------------------------------- | --------------------------------------------------------------------------- | --------------------------------------------------------------------------- | --------------------------------------------------------------------------- | ---------------------------------------- |
| baixo ascendente (A1-2)                                             | 24 ou ˨˦                                    | baixo ascendente (A1-2)                        | 14 ou ˩˦                          | 23 ou ˨˧                           | subindo                                                                     | /law˨˦/                                                                     | Escrita Lana                                                                | เหลา                                                                        | afiado                                   |
| baixa queda (B1-3)                                                  | 21 ou ˨˩                                    | médio-baixo (B1-3)                             | 22 ou ˨˨                          | 22 ou ˨˨                           | baixo                                                                       | /law˨˩/ Escrita Lana                                                        | เหล่า                                                                        | floresta; grupo                                                             |                                          |
| alto nível com fechamento glotal (que cai um pouco no final) (C1-3) | 44ʔ ou ˦˦ʔ                                  | de queda alta, glotalizado (C1-3)              | 53ʔ ou ˥˧ʔ                        | 44ʔ ou ˦˦ʔ                         | (nenhum)                                                                    | /law˦˦ʔ/                                                                    | Escrita Lana                                                                | เหล้า                                                                        | licor, bebida alcoólica                  |
| nível médio (A3-4)                                                  | 33 ou ˧˧                                    | médio-alto (A3-4) (que às vezes sobe no final) | 44 ou ˦˦                          | 35 ou ˧˥                           | meio                                                                        | /law˧˧/                                                                     | Escrita Lana                                                                | เลา                                                                         | linda, bonita; cana                      |
| alto em queda (B4)                                                  | 42 ou ˦˨                                    | caindo (B4)                                    | 41 ou ˦˩                          | 31 ou ˧˩                           | caindo                                                                      | /law˦˨/                                                                     | Escrita Lana                                                                | เล่า                                                                         | contar (uma história)                    |
| alto crescentee(C4)                                                 | 45 ou ˦˥                                    | alta ascendente-descendente, glotalizada (C4)  | 454ʔ ou ˦˥˦ʔ                      | 41ʔ ou ˦˩ʔ                         | alto                                                                        | /law˦˥/                                                                     | Escrita Lana                                                                | เล้า                                                                         | gaiola, caneta (para galinhas ou porcos) |

As notas de Gedney para os ton são apresentadas abaixo.

#### Tons contrastantes em sílabas marcadas
A tabela abaixo apresenta quatro tons fonêmicos em sílabas marcadas, ou seja, sílabas fechadas terminadas em oclusiva glotal [ʔ] e Sons obstruentes como [p], [t] e [k]
| alto crescente (D4S)      | alto   |  | ลัก   | /la᷇k/  | [lak̚˦˥]  | roubar               |
| baixo decrescente (D1-3L) | baixo  |  | หลาก | /làːk/ | [laːk̚˨˩] | diferente dos outros |
| alto-decrescente (D4L)    | caindo |  | ลาก  | /lâːk/ | [laːk̚˦˨] | arrastar             |

ːk̚˦˨]}}||arrastar
|}